# Korjazsma
Korjazsma (oroszul: Коряжма) város Oroszország Arhangelszki területén, a Vicsegda torkolatától 35 km-re.			  	
Lakossága: 39 641 fő (a 2010. évi népszámláláskor).

## Elhelyezkedése
Az Arhangelszki terület délkeleti részén, Arhangelszktől 635 km-re, a Vicsegda (az Északi-Dvina mellékfolyója) bal partján fekszik. 1985 kapott városi rangot. Akkori, 2217 hektárnyi területét 1995-re több mint 5000 hektárra bővítették. Vasútállomása a 8 km-re lévő Nyizovka, a Kotlasz–Mikuny vasútvonalon.

## Története
Az Alsó-Vicsegda bal partján 1535-ben kis kolostort alapítottak, mely hamar növekedésnek indult. A 16–17. században több faluval és nagy birtokokkal rendelkezett. A szovjet hatalom uralomra jutása után a kolostort bezárták, falvaiban és birtokain kolhozokat alakítottak. A területet már egy 1921-ben rendezett ipari konferencián a papírgyártás helyének jelölték ki. Korjazsemka faluban 1936-ban végezték az első komolyabb felméréseket, de a város születését megalapozó papíripari kombinát és mellette a település építése csak 1953-ban kezdődött. Az első emeletes téglaépület, az iskola 1954 készült el. 1961-ben a kombinát megkezdte a termelést, de építése még éveken át folytatódott.

## Gazdasága
A gazdaság legfontosabb termelő ágazata a vegyipar, a cellulóz- és papíripar. 1985-ben a városban három nagy iparvállalat működött. 
A nevében Kotlaszi, valójában Korjazsmában lévő cellulóz- és papíripari kombinát építésekor az ország egyik legnagyobb ilyen létesítménye volt. 1992-től megváltozott tulajdoni formában, önálló gazdasági társaságként működött, később az Ilim csoport egyik vállalata lett. 2012–2013-ban a kombinátot bővítették, korszerű gépsort állítottak üzembe és 2013 őszén – az országban elsőként – megkezdétk a famentes bevonatos műnyomó papír gyártását.
A város másik jelentős iparvállalata, a Kotlaszi Vegyészeti Gyár, a harmadik, az építőipari kombinát azonban 2012 végén megszűnt.